# “为了民族自由！”运动

2024年2月16日，“为了民族自由！”运动在莫斯科工会大厦举行成立大会。

“为了民族自由！”运动是一个由俄罗斯主导的跨国跨党派政治运动组织，声称致力于反对当代殖民主义的各种表现形式。
2024年2月16日，俄罗斯执政党统一俄罗斯发起建立该组织，并在莫斯科举行“反对新殖民主义现代实践战斗支持者论坛”。此后，有来自亚洲、非洲、拉丁美洲、中东、欧洲和独联体的50多个国家的政党加入该组织。
该组织的主席是德米特里·梅德韦杰夫。